# Rockstar Australia
 (juin 2025).
Motif : Où sont les sources permettant de démontrer l'admissibilité de ce studio sur Wikipédia ?
- Archive Wikiwix
- Bing
- Cairn
- DuckDuckGo
- E. Universalis
- Gallica
- Google
- G. Books
- G. News
- G. Scholar
- Persée
- Qwant
- (zh) Baidu
- (ru) Yandex

| 1. | Préciser le motif de la pose du bandeau. | Précisez le motif de la pose du bandeau en utilisant la syntaxe suivante : {{admissibilité à vérifier\|date=juin 2025\|motif=remplacez ce texte par le motif}}                          |
| 2. | Informer les utilisateurs concernés.     | Pensez à avertir le créateur de l'article, par exemple, en insérant le code ci-dessous sur sa page de discussion : {{subst:avertissement admissibilité à vérifier\|Rockstar Australia}} |

Rockstar Australia (anciennement Video Games Deluxe) est un studio de développement de jeu vidéo créé en 2013 appartenant à la société américaine Rockstar Games depuis son rachat en 2025.

## Histoire

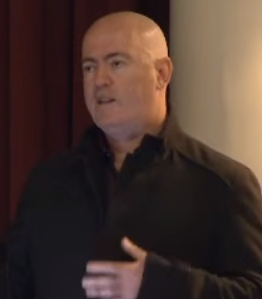
Brendan McNamara en 2011.

En 2011, le studio Team Bondi fondé en 2003 par Brendan McNamara, un ancien de Team Soho (The Gateway) est placé en redressement et fait faillite quelques mois à peine après la sortie de leur premier jeu en collaboration avec Rockstar Games: L.A. Noire,.
En 2013, deux ans après la faillite du studio Team Bondi et des accusations de management toxique et d'une mauvaise gestion de ses équipes, Brendan McNamara recréé un nouveau studio, toujours à Sydney en Australie: Video Games Deluxe.
Ce nouveau studio indépendant travaille étroitement avec Rockstar Games, notamment sur une adaptation en réalité virtuelle de l'ancien jeu de Team Bondi L.A. Noire ou sur les versions corrigé de GTA: The Trilogy – The Definitive Edition.
En 2021, Video Games Deluxe officialise leurs collaboration avec Meta sur un portage de Grand Theft Auto: San Andreas en réalité virtuelle. Cependant, en 2024, un responsable de Meta annonce que le développement a été suspendu indéfiniment.
Le 3 Mars 2025, Rockstar Games rachète et renomme le studio en tant que Rockstar Australia.

## Jeux développés
| Jeu vidéos                                | Date de sortie          |
| ----------------------------------------- | ----------------------- |
| L.A. Noire: The VR Cases Files            | 13 Décembre 2017        |
| GTA: The Trilogy – The Definitive Edition | 11 Novembre 2021        |
| Grand Theft Auto: San Andreas VR          | date de sortie inconnue |